# Dekanat Opieki Matki Bożej (eparchia kaliningradzka)
Dekanat Opieki Matki Bożej – jeden z 3 dekanatów eparchii kaliningradzkiej Rosyjskiego Kościoła Prawosławnego. Obejmuje cerkwie położone w południowej części Królewca oraz w rejonach: bagrationowskim, gurjewskim i gwardiejskim oraz w Ładuszkinie i Mamonowie w obwodzie królewieckim.
Funkcję dziekana pełni protojerej Wadim Nietkaczew.

## Cerkwie w dekanacie[1]
- Cerkiew Świętych Wiery, Nadziei, Luby i matki ich Zofii w Bagrationowsku
- Cerkiew Świętych Joachima i Anny w Bolszym Isakowie
- Cerkiew Iwerskiej Ikony Matki Bożej w Chrabrowie

Cerkiew św. Jana Rycerza w Miedwiediewce
Cerkiew Świętych Czterdziestu Męczenników z Sebasty w Riabinowce
- Cerkiew Diwiejewskiej Ikony Matki Bożej i św. Serafina z Sarowa w Dobrinie
- Cerkiew Wniebowstąpienia Pańskiego w Gurjewsku
- Cerkiew św. Aleksandra Newskiego w Królewcu – ul. Piotra Panina
- Cerkiew Świętych Cyryla i Marii w Królewcu

Kaplica Ikony Matki Bożej „Niewyczerpany Kielich”
Kaplica Smoleńskiej Ikony Matki Bożej
- Cerkiew Świętych Konstantyna i Heleny w Królewcu
- Cerkiew Narodzenia Matki Bożej w Królewcu

Cerkiew Świętych Kosmy i Damiana w Królewcu – filialna
- Cerkiew św. Olgi w Królewcu
- Cerkiew Opieki Matki Bożej w Królewcu

Cerkiew św. Aleksandra Newskiego w Królewcu – filialna
- Sobór Podwyższenia Krzyża Pańskiego w Królewcu

Kaplica Ikony Matki Bożej „Nieporuszony Mur”
Kaplica św. Matrony Moskiewskiej
Kaplica św. Wielkiej Księżnej Elżbiety
- Cerkiew św. Spirydona w Królewcu
- Cerkiew Spotkania Pańskiego w Królewcu
- Cerkiew św. Dymitra Sołuńskiego w Ładuszkinie

Cerkiew Ikony Matki Bożej „Wszechkrólowa” w Ładuszkinie
- Cerkiew Objawienia Pańskiego w Mamonowie
- Cerkiew Ikony Matki Bożej „Niewyczerpany Kielich” w Niwienskim
- Cerkiew Świętych Borysa i Gleba w Nowosiołowie

Cerkiew cmentarna św. Dymitra Dońskiego w Nowosiołowie
- Cerkiew Przemienienia Pańskiego w Orłowce
- Kościół w Arnau (Cerkiew św. Katarzyny w Rodnikach)

Kaplica św. Piotra (Zwieriewa)